# 姜黎川
姜黎川（1900年—1991年），名漢錚、昭諤。山東省膠州大店村人。民國37年（1948年）在青島市選區當選第一屆立法委員

## 生平[1][2]
- 青州中學[3]
- 濟南山東礦業專門學校畢業[4]
- 抗戰前，在青島創辦了《膠澳日報》，同時擔任《大公報》、《申報》記者，後在《青島時報》社當編輯
- 1938年1月，山東省人民抗日救國軍游擊隊司令
- 1938年9月， 委為山東保安第十四旅旅長
- 1939年春，改稱山東保安獨立第七旅旅長
- 1939年春，改稱山東保安第一旅旅長
- 1940年後，任海陽縣縣長
- 1942年夏，膠東抗日根據地山東軍區特別旅旅長
- 1942年6月15日，膠東區臨時參議會議長
- 1943年，蘇魯戰區獨立第二挺進縱隊司令
- 青島市參議會副會長
- 民國37年，當選立法委員，曾出席第一屆立法院第一會期內政及地方自治委員會、國防委員會、社會委員會。
- 1949年後，去香港
- 後赴美國舊金山居住[5]